# Anton Babikov
Anton Babikov, celým jménem Anton Igorevič Babikov, rusky Антон Игоревич Бабиков, ( * 2. srpna 1991 Ufa), je ruský biatlonista a mistr světa ze štafety mužů na Mistrovství světa v biatlonu 2017 v rakouském Hochfilzenu.
Ve světovém poháru zvítězil ve dvou individuálních závodech, poprvé v sezóně 2016/17, kdy ovládl stíhací závod ve švédském Östersundu. Dvakrát triumfoval jako člen ruské štafety.

## Výsledky

### Olympijské hry a mistrovství světa
Babikov se dosavadně účastnil dvou Mistrovství světa v biatlonu a to v norském Oslu a v rakouském Hochfilzenu. Individuálně obsadil nejlépe 16. pozici v závodu s hromadným startem z Osla v roce 2016. V týmovém závodě dokázala s mužským týmem ve složení Alexej Volkov, Maxim Cvetkov a Anton Šipulin zvítězit na šampionátu v Hochfilzenu 2017.
| Sezóna  | D   | Místo         | SP  | SZ  | HZ  | IZ  | ŠT | SŠT | SZD | Věk    |
| ------- | --- | ------------- | --- | --- | --- | --- | -- | --- | --- | ------ |
| 2015/16 | MS  | Oslo          | 23. | 21. | 16. | –   | 6. | –   | ×   | 24 let |
| 2016/17 | MS  | Hochfilzen    | 49. | 39. | –   | –   | 1. | –   | ×   | 25 let |
| 2017/18 | ZOH | Pchjongčchang | 57. | 40. |     | 16. |    |     | ×   | 26 let |
| 2020/21 | MS  | Pokljuka      | 53. | 56. | –   | –   | –  | –   | –   | 29 let |

Poznámka: Výsledky z mistrovství světa se započítávají do celkového hodnocení světového poháru, výsledky z olympijských her se dříve započítávaly, od olympijských her v Soči se nezapočítávají.

## Vítězství v závodech světového poháru

### Individuální
| Č. | sezóna    | datum            | místo              | disciplína         |
| -- | --------- | ---------------- | ------------------ | ------------------ |
| 1. | 2016/2017 | 4. prosince 2016 | Östersund, Švédsko | stíhací závod      |
| 2. | 2021/2022 | 20. ledna 2022   | Anterselva, Itálie | vytrvalostní závod |

### Kolektivní
| Č.                           | sezóna    | datum          | místo                     | disciplína           |
| ---------------------------- | --------- | -------------- | ------------------------- | -------------------- |
| 1.                           | 2015/2016 | 18. února 2017 | Hochfilzen, Rakousko (MS) | štafeta              |
| 2.                           | 2021/2022 | 8. ledna 2022  | Oberhof, Německo          | smíšený závod dvojic |
| – závod na mistrovství světa |           |                |                           |                      |

#### Profily
- (anglicky) Profil Maxima Cvetkova na stránkách Mezinárodní biatlonové unie